# Monteiras
Monteiras ist eine Gemeinde (Freguesia) im portugiesischen Kreis Castro Daire. In ihr leben 404 Einwohner (Stand 19. April 2021).